# クロロホルム
クロロホルム (英: chloroform) は化学式 CHCl3 で表されるハロゲン化アルキルの一種である。IUPAC名はトリクロロメタン (trichloromethane) であり、トリハロメタンに分類される。広範囲で溶媒や溶剤として利用されている。

## 歴史
- 1831年 ドイツの化学者ユストゥス・フォン・リービッヒ、フランスの科学者ウジェーヌ・ソーベイラン (Eugène Soubeiran)、サミュエル・ガスリー (Samuel Guthrie) の3名がそれぞれ別に同年クロロホルムを発見。ソーベイランは次亜塩素酸カルシウムの粉末とアセトンもしくはエタノールと反応させることでクロロホルムを得た。この反応を一般化したものはハロホルム反応として知られている。
- 1847年 イギリスの医師ジェームズ・シンプソン (James Young Simpson) によりクロロホルムの臨床応用がエジンバラにて開始される。
- 1853年及び1857年、ジョン・スノウ (John Snow) が、ヴィクトリア女王にクロロホルム麻酔を用いた無痛分娩を行う。この事が、無痛分娩を世間に広く知らしめる契機となった[1]。

その後外科手術の際の麻酔剤としての利用が、ヨーロッパで急速に広まった。しかし毒性、特に深刻な心不整脈などの原因になり易いという特徴を持ち、その犠牲者は「中毒者の突然死」と表現された。このため20世紀の初頭に、麻酔剤としての主力はジエチルエーテルへと移行した。高い治療指数と低価格、確実な麻酔維持能という特長から、発展途上国では2006年現在でもジエチルエーテルが麻酔剤として好んで用いられている。実際、エーテルの引火原因となる各種電子機器、電気メスを排除できるなら、現代でも麻酔維持にはジエチルエーテルが最も優れているといえよう。一時期、ハロゲン系脂肪族炭化水素であるトリクロロエチレンがクロロホルムよりも安全な麻酔剤であると提案されたことがあったが、これも後に発がん性が確認された。

## 合成
工業的には塩素とクロロメタン、もしくはメタンを400-500℃で加熱することで得られている。この温度ではフリーラジカルハロゲン化反応が起き、メタンやクロロメタンが徐々に塩素化された化合物へと変換される。
{\displaystyle {\ce {CH4 + Cl2 -> CH3Cl + HCl}}}
{\displaystyle {\ce {CH3Cl + Cl2 -> CH2Cl2 + HCl}}}
{\displaystyle {\ce {CH2Cl2 + Cl2 -> CHCl3 + HCl}}}
{\displaystyle {\ce {CHCl3 + Cl2 -> CCl4 + HCl}}}
最終的にはクロロメタン、ジクロロメタン、クロロホルム、四塩化炭素という4種類のクロロメタン類が得られる。これらの混合物は蒸留により分離される。
最初に工業化された合成法は、アセトンもしくはエタノールと、次亜塩素酸ナトリウムもしくは次亜塩素酸カルシウム（俗にいうさらし粉）とを反応させるというものであった。アセトンを用いた場合はクロロホルムと酢酸ナトリウムや酢酸カルシウム、エタノールを用いた場合はギ酸ナトリウムやギ酸カルシウムとの混合物が合成される。これらの混合物は蒸留により分離された。この反応はハロホルム反応として知られており、現在でもブロモホルムやヨードホルムを合成する際に用いられる合成法である。
重水素化されたクロロホルムは重水素化された水酸化ナトリウムと抱水クロラールとの反応により合成されるが、アルデヒドの水素原子のいくらかが重クロロホルム中に混入してしまうことがある。高い同位体純度を持つものはトリクロロアセトフェノンから合成される。

## 性質
常温では無色で、甘い味を有し、強く甘い芳香をもつ液体である。多くの有機化合物をよく溶解する。光や酸素の存在下で比較的容易に分解され、有害ガスであるホスゲンを発生する。また高温下でも分解が進行する。このため一般的な市販品には安定剤としてアルコール（主にメタノール、エタノール）やアミレンが添加されている。

## 用途
19世紀後半から20世紀前半にかけて、一般的な吸入麻酔薬として外科手術の際に利用されてきた。その後、より高い安全性を持つものに置き換えられた。現在では冷却材であるクロロジフルオロメタンなどのフロン類製造が主な利用法となっている。しかしながらモントリオール議定書により、オゾン層破壊物質であるフロンの製造も減少すると考えられている。
クロロホルムは化学工業の広い範囲で溶媒として用いられる。また大学などの研究室でも広く使われている。使用例としては、アクリル樹脂の溶解、植物からのアルカロイド抽出などが挙げられる。
またNMR測定に供する試料の溶媒として重水素で置換されたクロロホルム（重クロロホルム、CDCl3）が標準的に使用される。

## フィクションにおける利用
麻酔作用があることは一般にも有名であり、テレビドラマや推理小説、あるいは漫画などで頻繁に登場する。
典型的なシーンとしては、下記のようなものが挙げられる。
1. クロロホルムを数滴ハンカチにしみこませる。
2. 後ろから被害者にこっそり近づき、鼻と口をおさえる。
3. 被害者は抵抗するが、すぐぐったりとして寝てしまう。
4. 次の場面で被害者は頭痛と共に目覚める。

クロロホルム自体は、実際には多少吸引しても気を失うことはなく、せいぜい咳や吐き気、あるいは頭痛に襲われる程度である。上述の通りクロロホルムには麻酔性があることは事実であるが、これを発現させるためには相当量を吸引させなければならない。
他方、過度の吸引は腎不全を引き起こし、死に至らしめる可能性が高く、麻酔として用いるためには吸引量と全身状態を管理された状態に置かねばならない。すなわち麻酔としてクロロホルムを用いるためには、かけられる側にも「麻酔される意志」が必要であるということである。
また、クロロホルムが肌に触れると、状況によっては爛れを発生させ、一生消えることのないキズをおわせることにもなりうる。

## 反応
強塩基や強酸化剤、マグネシウムや亜鉛といった金属類と反応する。水酸化ナトリウム水溶液と反応した場合は、ジクロロカルベンを生成するが、相間移動触媒があると反応速度が向上する。この反応はフェノールなどの活性化された芳香環のオルトホルミル化などに用いられ、芳香族アルデヒドを合成する手法として知られている（ライマー・チーマン反応）。またカルベンはアルケンに選択的に捕捉され、シクロプロパン誘導体が合成される。

## 毒性
中枢神経に作用するため、その特性を逆に利用して麻酔剤として利用されてきた。しかし大量に吸入すると血圧や呼吸、心拍の低下を引き起こし、重篤な場合は死に至る。また呼吸器、肝臓、腎臓に影響を与えることが確認されており、発がん性も疑われている。IARCの発がん性評価ではグループ2Bに分類されている。マウスなどの動物実験によって変異原性が疑われている。また、ラットを用いた実験では、胎児毒性、発達毒性が見られた。しかしヒトの生殖に対してどのような影響を与えるのかは知られていない。
歯磨き粉や咳止めシロップ、軟膏や他の薬剤に用いられたこともあったが、アメリカ合衆国では1976年に利用が中止された。
不燃性であるが前述のように強塩基や強酸化剤、マグネシウムや亜鉛といった金属類とは反応するため、溶媒として用いる際には注意が必要である。
これらの問題のため、研究室ではドラフト内で利用することが望ましい。なお毒性と厳しい排出規制、およびグリーンケミストリーの観点から極力使用しないよう推し進められており、より安全なジクロロメタンや、より環境負荷の小さい溶媒への転換が行われている。
日本では毒物及び劇物取締法の医薬用外劇物に指定、労働安全衛生法の第二類物質特別有機溶剤等に指定されるなどの規制を受けている。
作業環境での管理濃度は、3ppmである。